# Domingo Cavallo
Pour les articles homonymes, voir Cavallo.
Domingo Felipe Mingo Cavallo (né le 21 juillet 1946 à San Francisco dans la province de Córdoba en Argentine) est un homme politique et économiste argentin. Ministre de l'Économie (1991-96) sous Carlos Menem, puis, à nouveau, de mars à décembre 2001 sous Fernando de la Rúa, il est connu pour avoir mis en place la politique néolibérale de Menem et fondé le plan de convertibilité qui a fixé le taux d'échange à parité égale entre le peso et le dollar. Il a été emporté par la crise économique et politique de 2001, en particulier les journées du 20 et 21 décembre 2001.

## Début de carrière sous les militaires

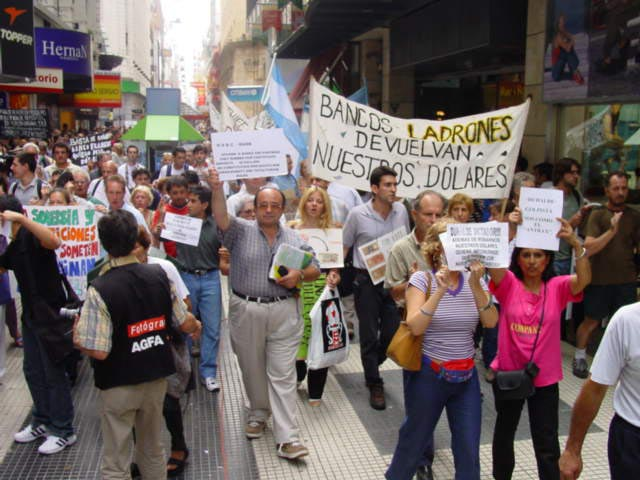
Manifestation à Buenos Aires en 2002, où on peut lire : « Banques, voleurs, rendez-nous nos dollars ! ».

Il obtient en 1968 sa licence d'économie à l'université de Córdoba. Il passe sa thèse d'économie en 1970. En 1977, il obtient une seconde fois sa thèse d'économie à l'université Harvard. Domingo Cavallo n'a pas de publication dans un journal scientifique à comité de lecture dans les moteurs de recherche.
Son engagement politique commence quand il est choisi pour être le représentant des étudiants d'économie (1965-1966), mais sa carrière ne démarre vraiment que sous la dictature de la Révolution argentine (1966-1973). D'abord sous-secrétaire du développement au gouvernement provincial de Córdoba (1969-1970), il devient directeur (1971) puis vice-président de la Banque provinciale de Córdoba, puis finalement sous-secrétaire du ministre de l'Intérieur. Après l'accession à la tête de l'exécutif du général Reynaldo Bignone, en juillet 1982, Cavallo est nommé président de la Banque centrale, avec José Dagnino Pastore (qui avait déjà officié sous le général Onganía) comme ministre de l'Économie, dans les dernières années de la dictature militaire (1976-1983). Dagnino Pastore doit cependant démissionner 53 jours plus tard, suivi de Cavallo.
Il n'a jamais regretté son travail au service des militaires.

## Années 1980-1990
En 1983, il devient un conseiller économique proche du péroniste « rénovateur » José Manuel de la Sota, puis se fait élire député sur les listes du Parti justicialiste à Córdoba en 1987.
Super ministre de l'Économie sous Carlos Menem, au début des années 1990, il met en œuvre une politique néolibérale de déréglementation et de privatisation. Nommé dans un contexte d'hyperinflation, il promulgue la loi de convertibilité, qui établit le taux de change à 10 000 australs pour un dollar, puis, à partir du 31 décembre 1991, un peso pour un dollar. Il s'opposa alors notamment à Martín Redrado, président de la Commission nationale des valeurs (chargée du contrôle des marchés financiers), obtenant en mars 1994 sa démission.
Si la mesure parvient à endiguer l'hyperinflation, d'autres difficultés apparaissent rapidement : le dollar étant une devise plus forte que le peso, la parité élève le taux de change, qui renchérit les exportations. Moins compétitives, ces dernières n'augmentent pas suffisamment pour répondre à la demande de dollars nécessaires au soutien de la parité des deux monnaies, ce qui aboutit à l'endettement de l'Argentine.
Malgré les succès de sa politique en ce qui concerne la maîtrise de l'inflation, il n'est pas reconduit dans le second gouvernement Menem, et fonde en 1997 son propre parti, l’Acción por la República, étant alors élu la même année député. Il se présente à l'élection présidentielle de 1999, arrivant troisième derrière le radical Fernando de la Rúa et le péroniste Eduardo Duhalde. En 2000, il tente de briguer la mairie de Buenos Aires, mais est battu par Aníbal Ibarra, candidat de l’Alianza por el Trabajo, la Justicia y la Educación au pouvoir.

## Ministre de la crise
Malgré plusieurs procès, il est à nouveau ministre de l'Économie de Fernando de la Rúa de mars à décembre 2001. En juillet 2001, il présente un plan « Déficit zéro » et prévoit de nombreuses coupes budgétaires. Il met ensuite sur pied, en novembre, le Megacanje (es), un plan de rééchelonnement de la dette, dont les remboursements, prévus de 2001 à 2005, sont éloignés entre 2006 et 2031, en échange d'une hausse conséquente des intérêts. Sept banques (Galicia (en), Santander, Francés, Credit Suisse First Boston Corporation, HSBC Bank Argentina, JP Morgan Securities et Salomon Smith Barney) reçurent alors 150 millions de dollars de commission pour une opération douteuse, qui valut par la suite à Cavallo d'être inculpé.
Il met en place le corralito le 1er décembre 2001, qui limite les retraits d'effectifs à 250 pesos par semaine et interdit tout envoi de fonds à l'extérieur, pour lutter contre la fuite des capitaux. Prévue à l'origine pour une durée de 90 jours, cette mesure provoqua la panique, chacun tentant de retirer ses dépôts des banques et provoqua la chute du gouvernement de la Rúa trois semaines plus tard. Le corralito eut pour conséquence immédiate de provoquer une baisse importante du commerce interne et externe, entre autres en raison d'un manque de terminaux de paiement électronique chez les commerçants.
Le corralito fut finalement maintenu par Eduardo Duhalde jusqu'au 1er décembre 2002. Le FMI refusa le 5 décembre 2001 d'accorder les 1 260 millions de dollars prévus dans le plan Blindage négocié en décembre 2000 par le prédécesseur de Cavallo, José Luis Machinea, en affirmant notamment que les restrictions budgétaires n'avaient pas été suffisantes. Un décret obligea alors les retraites placées dans les fonds de pension (les AFJP, créées sous Menem) à être investies à 90 % dans le rachat de bons du Trésor public.
Il est l'artisan et l'architecte d'un système financier qui a conduit à la faillite généralisée de l'Argentine (faillite publique et privée), il est contraint de démissionner le 19 décembre 2001 sous la protestation populaire.
Entre 2001 et 2002, le produit intérieur brut (PIB) chute de 10 % et le taux de pauvreté augmente de 46 % à 66 %.

## Depuis 2001
Domingo Cavallo vit aux États-Unis, ne séjournant pas en Argentine de manière régulière ; l'animosité envers lui en Argentine est telle qu'il ne peut sortir sans une forte escorte. Il a été mis en cause de nombreuses fois pour des affaires de pots de vin et d'appels d'offre irréguliers sans avoir des condamnations importantes : dès 1996, il était inculpé dans une vingtaine d'affaires, entre autres pour évasion fiscale et contrebande d'or .
Il est emprisonné quelques semaines en 2002 dans le cadre d'un scandale de trafic d'armes auquel il aurait été mêlé avec d'autres responsables politiques. Il reçoit le soutien de nombreuses personnalités du monde de la finance et académique. C'est d'abord l'ancien secrétaire américain au Trésor, Larry Summers, qui a exprimé sa solidarité lors d'une conférence devant des économistes et des dirigeants politiques à l'université Harvard. Michel Camdessus, ancien directeur général du Fonds monétaire international, s'est déplacé en Argentine pour lui rendre visite dans sa cellule de Campo de Mayo. Le Département d’État américain a également exercé des pressions aboutissant à sa libération.
Depuis juillet 2006, il est inculpé pour conduite frauduleuse, avec son vice-ministre de l'Économie Daniel Marx, pour une opération d'échange de titres publics menée en 2001, le Megacanje (es), qui aurait fait perdre près de 40 milliards de dollars à l'État . L'ex-sous-secrétaire au Trésor des États-Unis David Mulford, alors directeur du Crédit suisse First Boston (CSFB), a été cité à comparaître dans ce procès en septembre 2009.